# Кріттенден (округ, Арканзас)
Шаблон:StateAbbr_ 35°14′ пн. ш. 90°18′ зх. д. / 35.24° пн. ш. 90.3° зх. д.
Округ Кріттенден (англ. Crittenden County) — округ (графство) у штаті Арканзас. Ідентифікатор округу 05035.

## Історія
Округ утворений 1825 року.

## Демографія
За даними перепису
2000 року
загальне населення округу становило 50866 осіб, зокрема міського населення було 40752, а сільського — 10114.
Серед мешканців округу чоловіків було 24236, а жінок — 26630. В окрузі було 18471 домогосподарство, 13373 родин, які мешкали в 20507 будинках.
Середній розмір родини становив 3,23.
Віковий розподіл населення поданий у таблиці:
| Стать    | До 15 років | 15-21 | 22-29 | 30-39 | 40-49 | 50-65 | 65-85 | Понад 85 |
| -------- | ----------- | ----- | ----- | ----- | ----- | ----- | ----- | -------- |
| Чоловіки | 6824        | 2652  | 2464  | 3596  | 3428  | 3306  | 1806  | 160      |
| Жінки    | 6392        | 2735  | 2922  | 3935  | 3829  | 3725  | 2676  | 416      |

## Суміжні округи
- Міссіссіппі — північний схід
- Тіптон, Теннессі — схід
- Шелбі, Теннессі — схід
- Десото, Міссісіпі — південний схід
- Туніка, Міссісіпі — південь
- Лі — південний захід
- Сент-Френсіс — захід
- Кросс — захід
- Пойнсетт — північний захід

## Виноски
1. ↑  U.S. Decennial Census. United States Census Bureau. Архів оригіналу за 26 квітня 2015. Процитовано 25 серпня 2015.
2. ↑  Historical Census Browser. University of Virginia Library. Архів оригіналу за 11 серпня 2012. Процитовано 25 серпня 2015.
3. ↑  Forstall, Richard L., ред. (27 березня 1995). Population of Counties by Decennial Census: 1900 to 1990. United States Census Bureau. Архів оригіналу за 24 вересня 2015. Процитовано 25 серпня 2015.
4. ↑  Census 2000 PHC-T-4. Ranking Tables for Counties: 1990 and 2000 (PDF). United States Census Bureau. 2 квітня 2001. Архів оригіналу (PDF) за 18 грудня 2014. Процитовано 25 серпня 2015.
5. ↑  State & County QuickFacts. United States Census Bureau. Архів оригіналу за 9 липня 2011. Процитовано 20 травня 2014.(англ.) Наведено за англійською вікіпедією.
6. ↑  American FactFinder. Бюро перепису населення США. Архів оригіналу за 29 липня 2011. Процитовано 31 січня 2008.

| США | Це незавершена стаття з географії США. Ви можете допомогти проєкту, виправивши або дописавши її. |